# 伦敦广播公司
LBC（原名伦敦广播公司，London Broadcasting Company）是英國一家Phone-in广播电台，隸屬於Global，总部位于伦敦。它是英国第一家獲准播放商業廣播的電台廣播，于1973年10月8日播出。
2006年之前，LBC只在伦敦播出，随后開始在英國其他地区播出。自2014年起已在全国范围内播出。 
截至2022年12月，每周收聽该电台的观众总数为390万。